# Gonogotus areolatus
Gonogotus areolatus – gatunek kosarza z podrzędu Laniatores i rodziny Manaosbiidae. Jedyny znany przedstawiciel monotypowego rodzaju Gonogotus.

## Występowanie
Gatunek wykazany z Kolumbii.